# Orkan Joachim
Der Orkan Joachim war ein sehr starker Wintersturm. Vom 15. bis 16. Dezember 2011 zog er über Teile Mitteleuropas hinweg; dabei erreichte er vor allem über Frankreich, der Schweiz und Süddeutschland Windgeschwindigkeiten in Orkanstärke.

## Meteorologischer Abriss
Bereits am 8. Dezember errechnete das GFS-Modell der National Oceanic and Atmospheric Administration für den 16. Dezember einen sehr starken Zyklone im Bereich des Ärmelkanals. Im Wochenverlauf schwenkten immer mehr meteorologische Modelle auf diese Berechnungen ein. Am 14. Dezember entwickelte sich vor Neufundland das prognostizierte Tiefdruckgebiet vom Shapiro-Keyser-Typ, das unter Einfluss des Jetstream nicht nur rasch ostwärts über den nördlichen Atlantischen Ozean befördert wurde, sondern sich dabei auch rapide intensivierte. Vom 14. bis zum 15. Dezember fiel der zentrale Bodenluftdruck des Systems um mehr als 20 hPa.
Der Luftdruck sank rapide und die Mittelwinde verstärkten sich.
In der Nacht vom 15. auf den 16. Dezember zog der Orkan über Frankreich und die Schweiz hinweg und erreichte Süddeutschland. Der Kern des Orkans überquerte um 3 Uhr MEZ (2 Uhr UTC) die französische Hauptstadt Paris und schlug dann eine Bahn ein, die über Düsseldorf, Hannover hinweg und nördlich an Berlin vorbeiführte. Am stärksten war der Wind allerdings weiter südlich, sodass die höchste Warnstufe für Baden-Württemberg und Bayern erklärt wurde; auf der Zugspitze wurden Böen bis 183 km/h gemessen.
Mit dem Durchzug des Orkans endeten die relativ milden Temperaturen, die den Herbst 2011 bestimmt hatten. „Joachim“ führte nasskalte Luft nach Mitteleuropa, wodurch teilweise bis in tiefe Lagen Schnee fiel.

## Vorbereitungen
Für 47 französische Départements zwischen der Bretagne und dem Elsass wurden in der Nacht zum 16. Dezember Sturmwarnungen erklärt.
Die Deutsche Bahn setzte in Rheinland-Pfalz den Zugverkehr auf der Strecke Kaiserslautern–Saarbrücken und den Nahverkehr in der Südpfalz aus Sicherheitsgründen aus.
In Teilen Unterfrankens und im Landkreis Darmstadt-Dieburg fiel am 16. Dezember der Unterricht aus, und die Schüler wurden vorzeitig nach Hause geschickt. Mehrere Weihnachtsmärkte waren ebenfalls aus Sicherheitsgründen nicht geöffnet, so etwa in Straßburg, Karlsruhe, Friedrichshafen, Kempten, Chemnitz und Freiberg. In mehreren Skigebieten wurde der Liftbetrieb eingestellt.

## Auswirkungen
Hohe Windgeschwindigkeiten rissen Freileitungen herunter und sorgten so verbreitet für Stromausfall. Umgestürzte Bäume behinderten den Straßen- und Schienenverkehr.

### Frankreich

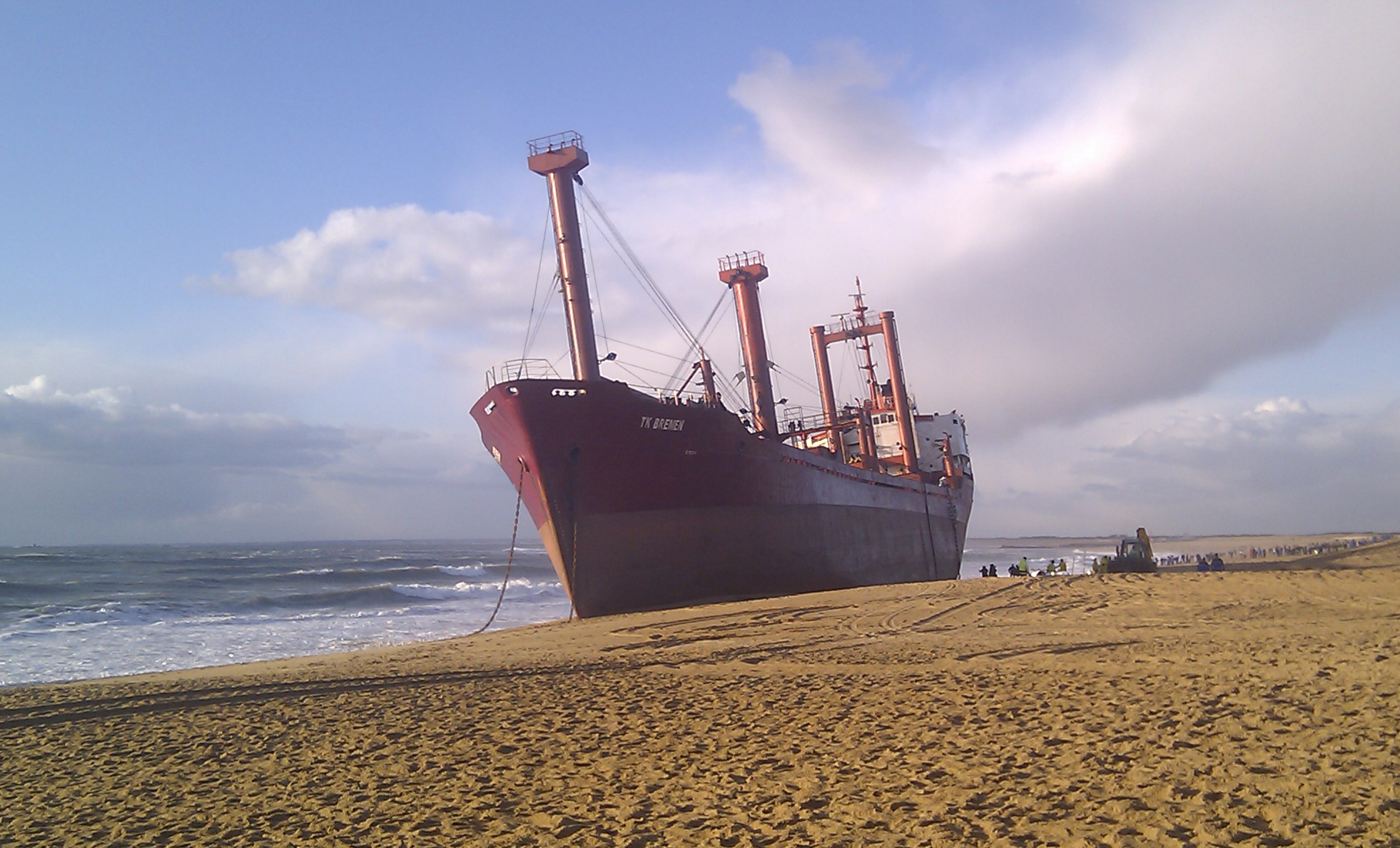
Die gestrandete TK Bremen

Windböen im Westen Frankreichs erreichten bis zu 140 km/h, in Saint-Nazaire (47,279444° N, 2,21° W),
auf der Halbinsel Chemoulin  wurde eine Spitzenböe mit 152 km/h gemessen.
Durch den Sturm wurde der Eisenbahnverkehr der SNCF in der Bretagne gestört, im Pays de la Loire (47,4875° N, 0,6975° W ) kam es zu einem völligen Ausfall. Umstürzende Bäume und Stromleitungen blockierten Gleise und Straßen.
Vor der Küste der Halbinsel Quiberon lief das Frachtschiff TK Bremen auf Grund 47,632259° N, 3,20155° W. Das Schiff hatte nordöstlich der Île de Groix Schutz vor dem Sturm gesucht und war in der Nähe der Mündung des Rivière d’Étel bei Erdeven im Département Morbihan gestrandet. Aus dem Schiff lief Öl aus, was zu einem begrenzten großen Ölteppich führte. In der Nähe von Volpajola auf Korsika fachten Ausläufer des Sturmes einen Waldbrand an, der etwa 200 Hektar Vegetation vernichtete.
Von den Stromausfällen waren in Frankreich etwa 400.000 Haushalte betroffen, davon rund 100.000 in der Bretagne.

### Schweiz
In der Nordwestschweiz kippte starker Wind zwischen Tavannes und Tramelan einen Zug an, der dann entgleiste, wodurch der Lokführer und zwei Reisende leicht verletzt wurden.

### Deutschland
Neben umgestürzten Bäumen sorgten auch Starkregen und daraus resultierende Überflutungen für Probleme auf den Straßen. In den Höhenlagen der Mittelgebirge ging der Niederschlag überwiegend als heftiger Schneefall nieder. Einige Autobahnabschnitte der Autobahnen 61 in Rheinland-Pfalz, 4 und 45 in Nordrhein-Westfalen sowie 71 in Thüringen mussten wegen Schnee- und Eisglätte zeitweise gesperrt werden. In exponierten Lagen kam es zu Schneeverwehungen, so musste deswegen auch der deutsch-tschechische Grenzübergang Reitzenhain/Hora Svatého Šebestiána im Zuge der Bundesstraße 174 geschlossen werden. Blockiert war auch die Autobahn Dresden-Prag (in Deutschland: A17, in Tschechien: D8, als Europastraße: E55).

### Österreich
Das österreichische Gebiet erreichte der Orkan erst am 16. Dezember. Die Auswirkungen betrafen meist Baumbrüche, wie in Vorarlberg, Salzburg und der Steiermark. Diese führten meist zu Verkehrsbehinderungen wie bei der Tauernbahn oder der Triebener Straße sowie zu Stromausfällen.
In den Abendstunden des 16. Dezember richtete er mit Spitzen von 120 km/h auch Schäden in Oberösterreich an.